# وهم الشفافية
وهم الشفافية هي ظاهرة نفسية اجتماعية يتم تعرّيفها على أنها «ميل الشخص إلى المبالغة في تقدير مدى معرفة وفهم الآخرون لحالته العقلية الشخصية في لحظة معينة.»مظهر آخر من مظاهر وهم الشفافية هو ميل الناس إلى المبالغة في تقدير مدى فهمهم للحالات العقلية الشخصية للأشخاص الآخرين. هذا النوع من التحيز المعرفي يشبه وهم التبصر اللامتسق،حيث أنه يجعل الشخص يعتقد بأن أفكاره ومشاعره أكثر وضوح للآخرين مما هو عليه الحال في الواقع.  على سبيل المثال، يمكن أن يؤدي وهم الشفافية إلى جعل الأشخاص الذين يشعرون بالتوتر من التحدث أمام الجمهور يبالغون في تقدير الدرجة التي يشعر بها الجمهور بقلقهم.